# Saint-félicien (formatge de l'Ardecha)
El saint-félicien és un formatge francès originari dels altiplans de l'Ardecha i més particularment del poble de Saint-Félicien. Es tracta d'un formatge proper del Saint-marcellin.
Cal no confondre'l amb el saint-félicien produït a la regió sud de Lió. Foren els productors de l'Ardecha els qui hi ha al darrere d'aquest formatge, però no el van protegir amb una AOC, per aquest motiu diferents formatgers de la Droma, la Isera i el Roine se l'han pogut apropiar.